# ورزش در بریتانیا

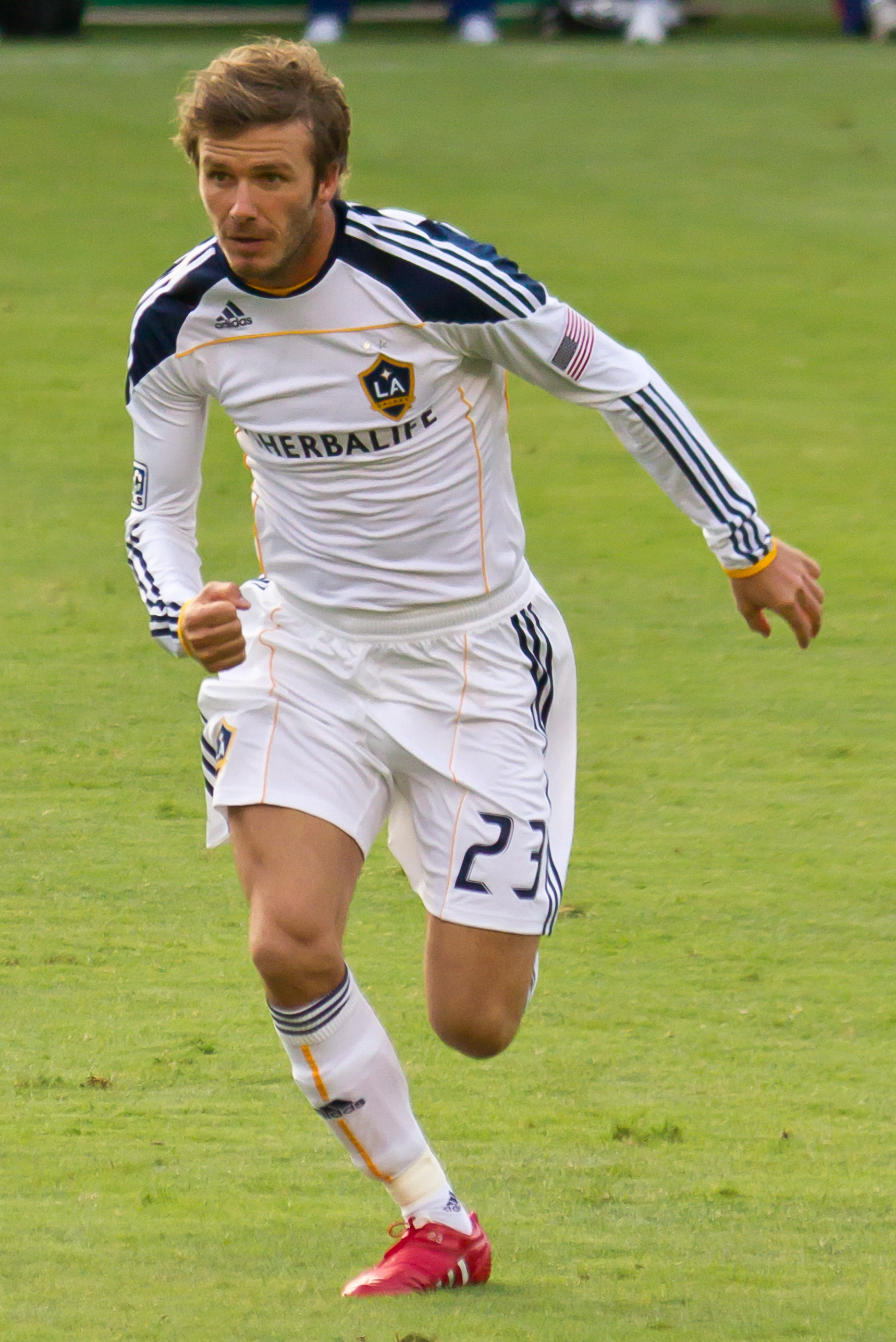
دیوید بکام، بازیکن سرشناس فوتبال اهل انگلستان

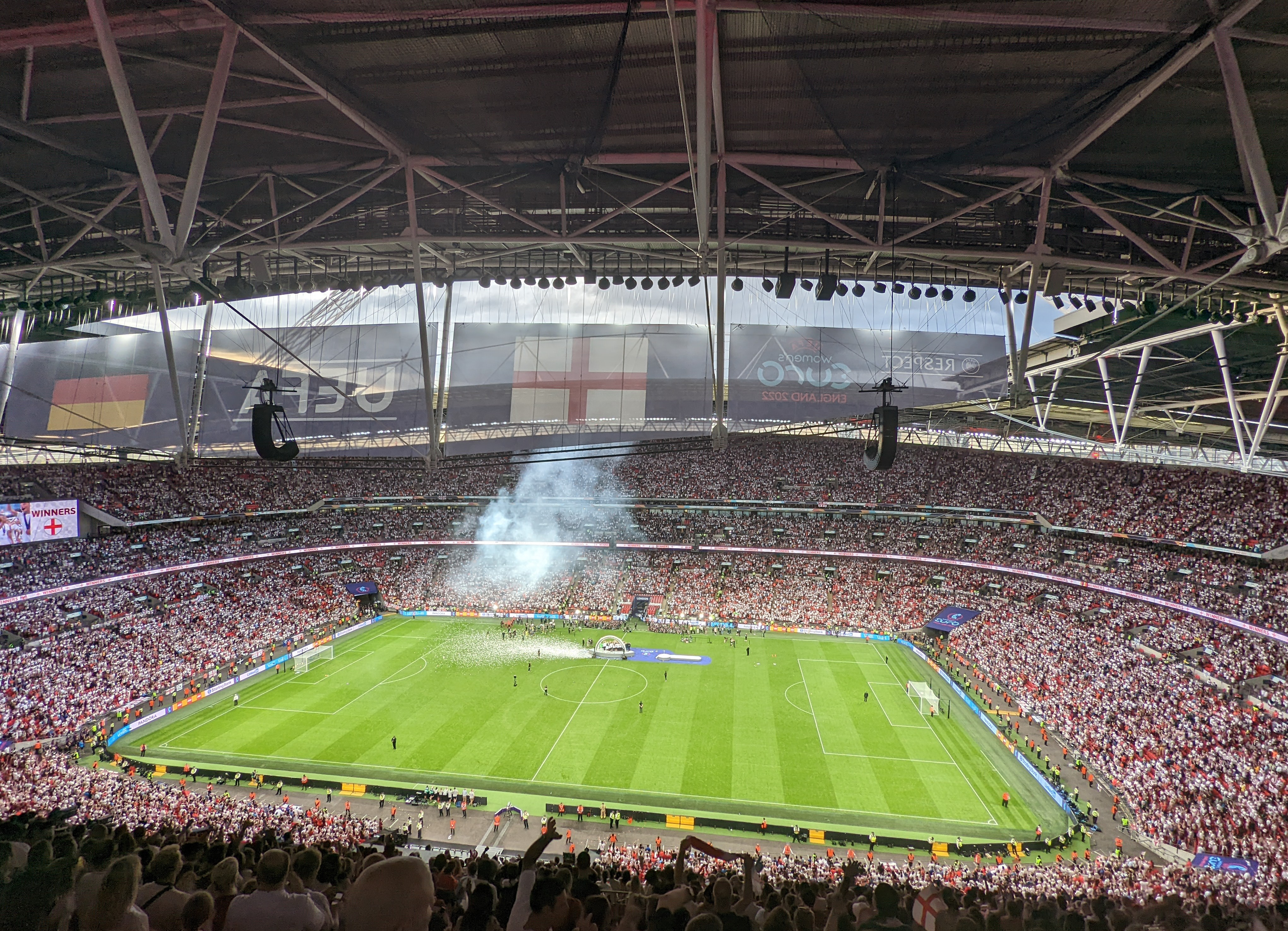
ورزشگاه ومبلی، ورزشگاه خانگی تیم فوتبال انگلستان.

ورزش در بریتانیا نقش مهمی در فرهنگ آن دارد و این کشور نقش بسزایی در سازماندهی و گسترش فرهنگ ورزش در سطح جهانی داشته است. کشورهای انگلیس، اسکاتلند، ولز، و ایرلند در تنظیم قوانین رسمی بسیاری از ورزش‌ها مشارکت داشتند و در میان اولین نهادهای حاکمیتی مجزا، تیم‌های ملی و مسابقات لیگ داخلی شکل گرفتند. پس از تقسیم ایرلند در سال ۱۹۲۲، برخی از ورزش‌ها تیم‌های جداگانه ای را برای ایرلند شمالی تشکیل دادند، اگرچه بسیاری از آنها به صورت کلی برای تمام ایرلند سازماندهی شدند. به همین دلیل، در بسیاری از ورزش‌ها، اگرچه نه همه ورزش‌ها، بیشتر ورزش‌های داخلی و بین‌المللی بر اساس کشورهای خانگی انجام می‌شود و انگلیس، ولز، اسکاتلند و ایرلند (یا ایرلند شمالی) به‌عنوان نهادهای ملی شناخته می‌شوند. این تقسیم‌بندی برخلاف اکثر کشورهایی است که در ورزش‌های بین‌المللی شرکت می‌کنند و یک تیم ملی را به نمایندگی از کل کشور معرفی می‌کنند.
در تعداد کمی از ورزش‌ها، این تیم‌ها با رویدادهای پرمخاطب شامل یک تیم ترکیبی به نمایندگی از یک یا چند کشور خانگی است تکمیل می‌شوند. برجسته‌ترین نمونه‌های این ترکیب عبارتند از: شیرهای بریتانیا و ایرلند در اتحادیه راگبی (و سابقاً شیرهای بریتانیا در لیگ راگبی)، تیم گلف جام واکر و بریتانیای کبیر در المپیک در رابطه با ورزش‌های المپیک که معمولاً بر اساس کشورهای خانگی سازماندهی می‌شوند.
پس از ایالات متحده که به عنوان بزرگ‌ترین کشور ورزشی در جهان شناخته می‌شود، بریتانیا یکی از کشورهای برتر ورزشی در جهان محسوب می‌شود.

## ورزش‌های پرطرفدار
چهار رشته ورزشی در بریتانیا دارای لیگ‌های حرفه ای با سابقه هستند. فوتبال پرطرفدارترین ورزش است و از ماه اوت تا مه انجام می‌شود. این ورزش توسط لیگ برتر بالاترین سطح فوتبال انگلستان و پرمیرشیپ در اسکاتلند هدایت می‌شود. لیگ راگبی به‌طور سنتی یک ورزش زمستانی است، اما از اواخر دهه ۱۹۹۰ رقابت‌های قهرمانان، سوپر لیگ در تابستان برگزار می‌شود تا رقابت برای جلب توجه با فوتبال به حداقل برسد. راگبی ۱۵ نفره نیز یک ورزش زمستانی است، کریکت در تابستان، از آوریل تا سپتامبر در قالب‌های مختلف توسط تیم‌های حرفه‌ای تحت نظارت هیئت کریکت انگلستان و ولز برگزار می‌شود.

### فوتبال
بازی مدرن جهانی فوتبال از بازی‌های فوتبال سنتی که در قرن نوزدهم در انگلستان انجام می‌شد تکامل یافت و امروزه با اختلاف بسیار گسترده‌ای به عنوان محبوب‌ترین ورزش در بریتانیا شناخته می‌شود. اما تصور می‌شود که این شکاف از اوایل دهه ۱۹۹۰ افزایش یافته است و تسلط فوتبال اغلب به عنوان تهدیدی برای سایر ورزش‌ها تلقی می‌شود.
تیم ملی مردان انگلستان در جام جهانی فوتبال ۱۹۶۶ و تیم ملی فوتبال زنان انگلستان جام ملت‌های اروپای زنان ۲۰۲۲ قهرمان شدند.

## بازی‌های المپیک
از ابتدای المپیک تاکنون در تمام دوره‌ها، بریتانیا نماینده داشته است. بریتانیا تا پایان بازی‌های المپیک تابستانی ۲۰۲۴، از نظر تعداد مدال‌های کلی در جدول مدال‌های المپیک تابستانی سومین و از نظر تعداد مدال‌های طلا در رتبه چهارم قرار دارد. همچنین لندن میزبان بازی‌های المپیک تابستانی در سال‌های بازی‌های المپیک تابستانی ۱۹۰۸، ۱۹۴۸ و ۲۰۱۲ بوده است. ورزشکاران نماینده بریتانیا به عنوان بخشی از تیم المپیک بریتانیا و ایرلند شمالی، که در حال حاضر با نام " تیم GB " شناخته می‌شود، در این مسابقات رقابت می‌کنند. این تیم توسط انجمن المپیک بریتانیا و کمیته ملی المپیک بریتانیا سازماندهی شده است. تیم GB همچنین سرزمین‌های فرادریایی بریتانیا یا قلمروهای تحت حاکمیت بریتانیا (به استثنای برمودا، جزایر ویرجین بریتانیا، و جزایر کیمن) و سه جزیره‌های گرنزی، جرسی، و جزیره من را نمایندگی می‌کند. ورزشکاران ایرلند شمالی می‌توانند برای بریتانیا یا جمهوری ایرلند در این مسابقات حضور یافته و رقابت کنند. 
ورزشکاران بریتانیایی در مجموع ۱۰۱۵ مدال در بازی‌های المپیک به دست آورده‌اند. ۹۸۱ مدال از این مدال‌ها در بازی‌های المپیک تابستانی به دست آمد. تیم بریتانیا در المپیک تنها تیمی است که در هر بازی‌های المپیک تابستانی حداقل یک مدال دو و میدانی کسب کرده است. این تیم در المپیک زمستانی کمتر موفق بوده و ۳۴ مدال از آن خود کرده است که ۱۲ مدال از آنها طلاست. بریتانیا در بازی‌های ۱۹۰۸ در جایگاه اول جدول مدال‌ها قرار گرفت، در بازی‌های ۲۰۱۶ دوم شد و در بازی های ۱۹۰۰، ۱۹۱۲، ۱۹۲۰ و ۲۰۱۲ سوم شد.
موفق‌ترین المپیکی بریتانیایی از نظر مدال‌های طلا و مجموع مدال‌های کسب شده، سر جیسون کنی است که که در دوچرخه‌سواری پیست فعالیت می‌کند و هفت مدال طلا و در مجموع ۹ مدال را در دوچرخه‌سواری پیست کسب کرده است. همچنین لورا ترات و شارلوت دوژاردین هر کدام با شش مدال، رکورد بیشترین مدال‌های کسب شده توسط یک ورزشکار زن بریتانیایی را دارند. موفق‌ترین قهرمان المپیک زمستانی از تیم بریتانیا، لیزی یارنولد با دو مدال طلا در ورزش اسکلتون در بازی‌های المپیک زمستانی ۲۰۱۴ و بازی‌های المپیک زمستانی ۲۰۱۸ رکوردار است.

## لیگ‌های ورزشی
- لیگ برتر فوتبال بریتانیا
- لیگ برتر فوتبال اسکاتلند
- لیگ برتر فوتبال ولز
- لیگ برتر فوتبال ایرلند شمالی

## یادداشت
1. ↑  In Northern Ireland most sports (such as basketball and hockey) are organised on an all-Ireland basis. Athletes in these sports are therefore effectively compelled to represent the Republic of Ireland.